# Hyperzyklus
Ein Hyperzyklus ist eine zyklische Folge von sich selbst reproduzierenden Einzelzyklen. Diese Einzelzyklen bestehen aus RNA- und Proteinmolekülen, die durch Rückkopplung voneinander abhängen und kooperieren. Die von Manfred Eigen und Ruthild Winkler beschriebenen Hyperzyklen liefern eine in vitro nachvollziehbare Erklärung für die präbiotische Entstehung replikativer chemischer Systeme.
Sie stehen im Übergangsbereich zwischen chemischer und biologischer Evolution.
In Hyperzyklen katalysieren RNA-Moleküle die Bildung solcher Proteine, die ihrerseits wieder die Bildung der RNA-Moleküle katalysieren.
Auch Hyperzyklen unterliegen einer Evolution: Mutationen in der Basensequenz der RNA führen zu Molekülen mit unterschiedlichen katalytischen Eigenschaften und damit zu unterschiedlichen Replikationsraten. Einen evolutionären Vorteil haben diejenigen chemischen Systeme gegenüber anderen in der Konkurrenz um die chemischen Bausteine der „Ursuppe“, welche eine hohe Vermehrungsrate haben, sich also schneller vermehren. Zellen, Bakterien und andere Lebewesen können ebenfalls als Formen komplexer Hyperzyklen betrachtet werden.

## Nukleinsäure-Protein-Hyperzyklus

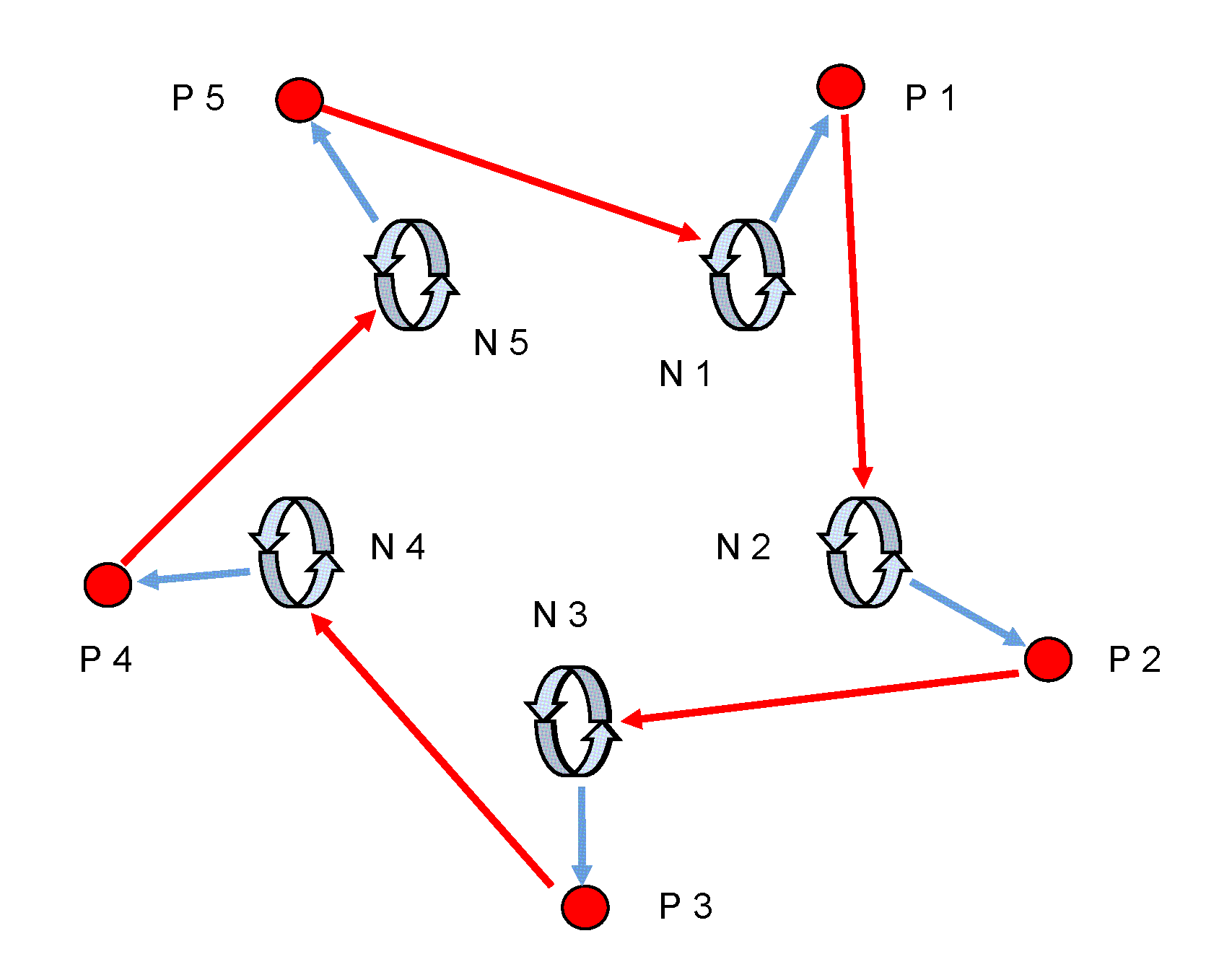
Beispiel für einen Nukleinsäure-Protein-Hyperzyklus nach Manfred Eigen (vereinfacht).
Die kreisförmigen Schleifen stellen die autokatalytische Reproduktion der Nukleinsäuren dar, die roten Punkte die Proteine. Die Nukleinsäure N1 synthetisiert Protein P1, Protein P1 katalysiert Nukleinsäure N2 usw.

Selbstreproduktive Hyperzyklen der Makromoleküle Nukleinsäure und Protein haben, obwohl noch unbelebt, zwei neue Fähigkeiten, die entscheidende Voraussetzungen für die Entwicklung des Lebens sind:
- Die Nukleinsäuren enthalten einen Bauplan (die Reihenfolge ihrer Nukleinbasen) mit der Information für ihre Reproduktion; sie können sich deshalb durch Kopien vermehren.
- Der durch die Nukleinbasen festgelegte Bauplan ist biochemisch so gestaltet, dass bei der Reproduktion mit einer bestimmten, nicht zu großen Wahrscheinlichkeit Fehler auftreten und dadurch eine Weiterentwicklung des Bauplans möglich ist. Es wird also nicht nur Materie weitergegeben, sondern auch Information für die Organisation von Materie „vererbt“.

Dieser dissipative autokatalytische Prozess der zyklischen Selbstreproduktion findet unter Verbrauch von Energie und komplexeren Molekülen wie Phosphorsäure, Zucker und Aminosäuren statt; einfachere Moleküle werden dabei freigesetzt. Man kann den Prozess auch als Koevolution von Nukleinsäuren und Proteinen betrachten, als erste Form einer Symbiose: Die beiden Molekül-„Arten“ fördern einander. Diese „Phylogenese“ von Molekülen ermöglicht die Entwicklung von Molekülen höherer Komplexität.
Bei der hypothetischen Entwicklung der Nukleinsäure-Protein-Hyperzyklen wird zwar noch kein Leben erzeugt, aber im Laufe der Zeit zunehmend komplexere Nukleinsäuren und die zugehörigen Proteine. Ein Hyperzyklus verstärkt und reproduziert sich als Ganzes autokatalytisch, wenn er geschlossen ist, also in sich rückgekoppelt: Im Bild katalysiert das Protein P5 wieder Nukleinsäure N1. Ein geschlossener Hyperzyklus hat einen Geschwindigkeitsvorteil bei der Replikation. Nukleinsäure-Protein-Hyperzyklen unterliegen dadurch einer Evolution: Hyperzyklen mit einer hohen Geschwindigkeit der Reproduktion haben einen evolutionären Vorteil im Vergleich zu den Hyperzyklen mit einer niedrigeren Geschwindigkeit, weil sie sich schneller „vermehren“. Ihre hohe Evolutionsgeschwindigkeit ist auch einer der Faktoren, die verständlich macht, dass sich das Leben auf der Erde überhaupt entwickeln konnte.
Nukleinsäure-Protein-Hyperzyklen weisen bereits Eigenschaften von Lebewesen auf: Selbstvermehrung, Abgeschlossenheit, Weitergabe von Information und Stoffwechsel. Mathematisch beschrieben ist diese Theorie in der Theorie der Quasispezies. Sie sind eine Vorstufe der Evolution und ein Teilbereich der dissipativen emergenten Prozesse in Natur und Gesellschaft.

## Weitere Hyperzyklen
Auch Zellen, Bakterien und andere Lebewesen sind als komplexe Hyperzyklen anzusehen, weil sie aus vielfach hierarchisch aufeinander aufbauenden, oft rückgekoppelten Prozessen bestehen.
Es gibt sogar ein Modell eines globalen dissipativen Gesamtsystems der irdischen Biosphäre von Lynn Margulis und James Lovelock, das nach der griechischen Erdgöttin Gaia benannt wurde und wie ein komplexer Hyperzyklus funktioniert: das Modell der Gaia-Hypothese. Die Biosphäre wird dabei als rückgekoppeltes, nichtlineares System gesehen, das sich dynamisch selbst organisiert und regelt und auch externe Störungen bisher immer wieder gut verkraftet habe.
Seine Edukte sind die Strahlungsenergie von der Sonne und das Material der Erde, vor allem das an der Erdoberfläche und im Meer. Sein globales Produkt ist Entropie, die es mit der nächtlichen Abstrahlung in den Weltraum exportiert. Die Grundlage des „Systems Gaia“ ist das unerhört robuste und beständige Ökosystem der Bakterien, nicht nur als Basis der Evolution und bei der Umwandlung und Stabilisierung der Sauerstoff-Biosphäre, sondern auch beispielsweise in Symbiosen mit höheren Lebewesen als Darmbakterien und bei der globalen Entsorgung und dem Recycling der Überreste von Pflanzen und Tieren.
Es gibt auch ein alternatives Modell der Biosphäre, das – auf lange Sicht – weniger optimistische Vorhersagen macht als Gaia: Die Medea-Hypothese von Peter Ward.